# Krapje (Jasenovac)
Krapje falu Horvátországban Sziszek-Monoszló megyében. Közigazgatásilag Jasenovachoz tartozik.

## Fekvése
Sziszektől légvonalban 41, közúton 57 km-re délkeletre, községközpontjától légvonalban 7, közúton 12 km-re északnyugatra, a Báni végvidéken, a Száva bal partján, a Lónyamező természetvédelmi park területén fekszik. Egyutcás falu, házai a folyóval párhuzamos főutca keleti oldalán sorakoznak.

## Története
A falu a ponty régies horvát nevéből (krap) kapta a nevét, mely a 14. században fordul elő először írásos forrásban. A település a török kiűzése után a 17. század végén keletkezett, amikor nagyrészt Lika, Gorski kotar és Kelet-Horvátország területéről érkezett katolikus horvátokkal telepítették be. Lakói mezőgazdasággal, állattartással, halászattal foglalkoztak. A katonai határőrvidék kialakítása után a Petrinya központú második báni ezredhez tartozott. 1749-ben a határőrvidék átszervezése után a kostajnicai ezredhez csatolták. A falu 1774-ben az első katonai felmérés térképén „Dorf Krapie” néven szerepel. Plébániáját 1810-ben alapították. Nagy Lajos 1829-ben kiadott művében „Krapje” néven 202 házzal és 1180 lakossal találjuk, valamennyi katolikus vallású volt. Az iskolát 1871-ben, a postát 1893-ban, a községházát 1903-ban építették.

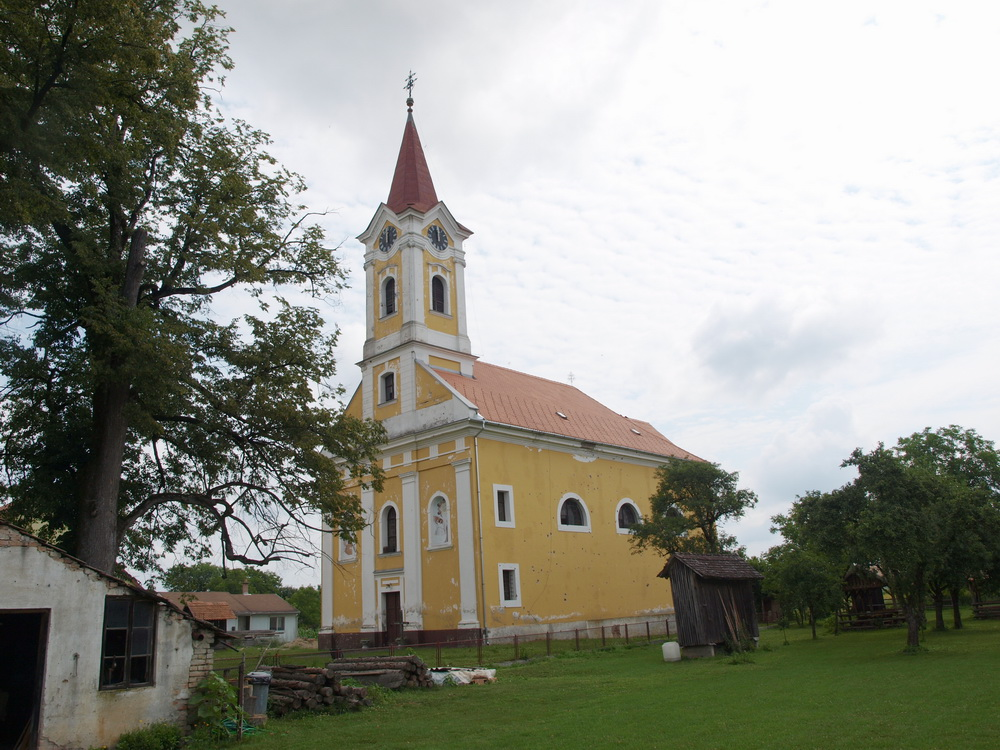
A Páduai Szent Antal plébániatemplom

A településnek 1857-ben 1316, 1910-ben 1080 lakosa volt. Pozsega vármegye Novszkai járásának része volt. 1918-ban az új szerb-horvát-szlovén állam, majd később Jugoszlávia része lett. Önkéntes tűzoltóegyletét 1925-ben alapították. 1932-ben tűzvész pusztított a településen. A két világháború között Krapje községközpont volt, melyhez Drenov Bok, Plesmo és Puska települések tartoztak. Nehéz időszakot élt át a lakossága a II. világháború alatt. 1941-ben a németbarát Független Horvát Állam része lett. 1941 augusztusa és novembere között koncentrációs tábor működött a területén. A háborút követően lakossága fokozatosan csökkent, mivel a fiatalok a jobb megélhetés reményében a városokba és külföldre távoztak. A népesség fogyatkozását némileg mérsékelték a Boszniából és Hercegovinából érkezett horvát családok. 1991-ben a háború előtt csaknem teljes lakossága (99,2%) horvát nemzetiségű volt. 1991-ben a horvát védelem első vonalába esett és lakosságnak menekülnie kellett. Házait súlyos károk érték, egy polgári lakos pedig a harcok áldozatául is esett. A háború után szinte mindent újjá kellett építeni. Még az 1990-es években építették fel az új hidat a Strug-folyón. A házakba bevezették a telefont és a vizet. A településnek 2011-ben 144 lakosa volt. A természetvédelmi parknak köszönhetően a faluban élénk a turistaforgalom.

## Népesség
| Lakosság változása | Lakosság változása | Lakosság változása | Lakosság változása | Lakosság változása | Lakosság változása | Lakosság változása | Lakosság változása | Lakosság változása | Lakosság változása | Lakosság változása | Lakosság változása | Lakosság változása | Lakosság változása | Lakosság változása | Lakosság változása |
| ------------------ | ------------------ | ------------------ | ------------------ | ------------------ | ------------------ | ------------------ | ------------------ | ------------------ | ------------------ | ------------------ | ------------------ | ------------------ | ------------------ | ------------------ | ------------------ |
| 1857               | 1869               | 1880               | 1890               | 1900               | 1910               | 1921               | 1931               | 1948               | 1953               | 1961               | 1971               | 1981               | 1991               | 2001               | 2011               |
| 1.316              | 1.363              | 1.162              | 1.217              | 1.178              | 1.080              | 957                | 890                | 847                | 740                | 617                | 443                | 362                | 251                | 179                | 144                |

## Nevezetességei
- Páduai Szent Antal tiszteletére szentelt római katolikus plébániatemploma[5] 1831-ben épült klasszicista stílusban. A plébánia épülete 1817-ben épült. A templom helyén már a 18. században is állt egy Szent Antalnak szentelt fakápolna, melyet az 1726-os árvíz után újjá kellett építeni. Plébániáját 1810-ben alapították, azelőtt a jasenovaci plébániához tartozott. A mai templom 32 méter hosszú és 14 méter széles. A boltozat magassága 12 méter. A kóruson található orgona még az I. világháború idején megsérült, azóta működésképtelen. A főoltáron álló Szent Antal képet a 20. század elején festették, a mellékoltárok képei Keresztelő Szent Jánost és a Lourdes-i Szűzanyát ábrázolják. A templom külseje a II. világháborúban és a délszláv háborúban is megsérült. Az épület beázott, tetejét cserélni kellett.

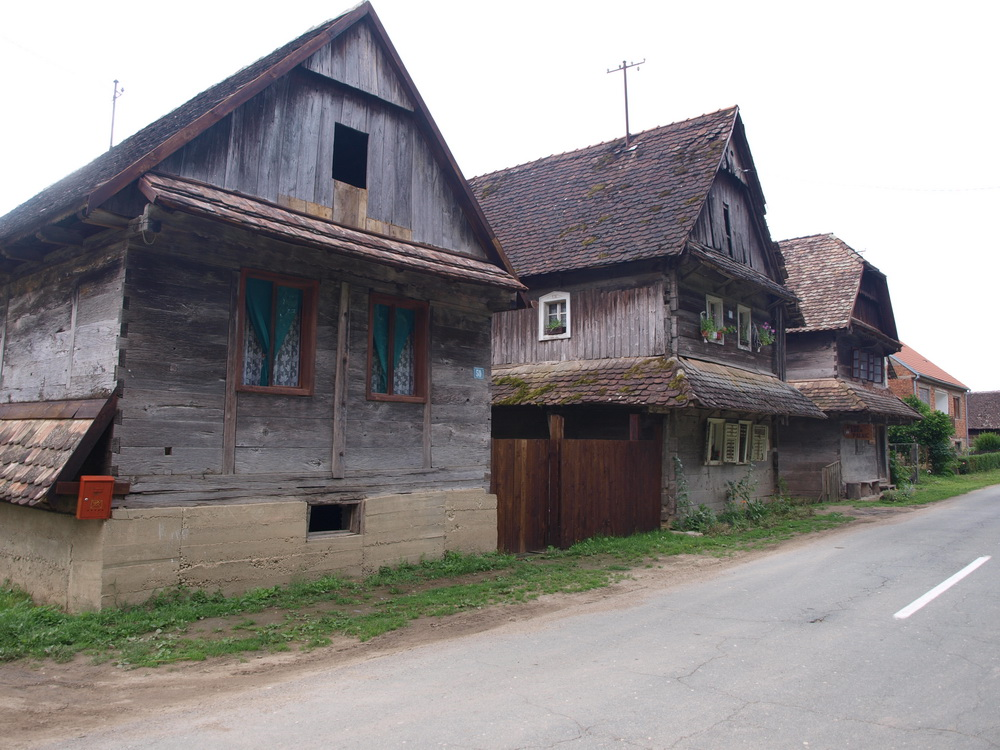
Védett népi lakóházak Krapjén

- A településen mintegy 30 népi építésű lakóház élvez kulturális védettséget. A 109. szám alatt malom található. A 16. számú házban a Lónyamező természetvédelmi park kutatási központja működik. A 48-as számú házban több mint 170 tárgyból álló néprajzi gyűjtemény tekinthető meg. A falut 1995-ben az európai épített kulturális örökség A-kategóriájába sorolták. A tipikus szávamenti lakóházak és gazdasági épületek részben tölgyfából, részben téglából épültek. Sok esetben kontyolt, nyeregtetős épületek, hódfarkú zsindellyel fedve.
- A II. világháború áldozatainak emléktáblája a tűzoltó szerház falán.
- Határában a Strug-folyó melletti Krndija-erdőben működött a II. világháború idején az usztasák egyik gyűjtőtábora.

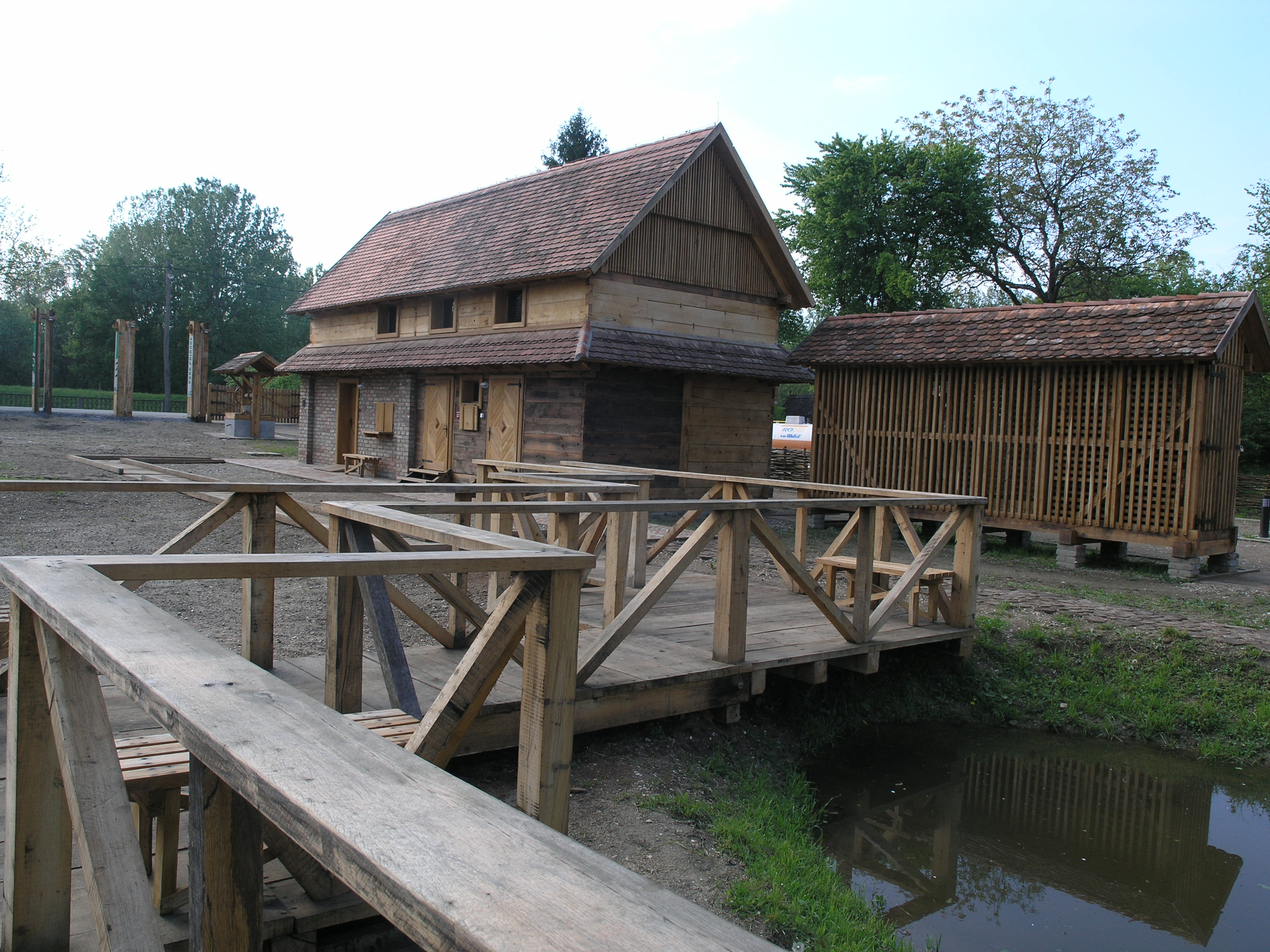
A Lonjsko polje természetvédelmi park kutatóközpontja

- A falu határa az 500 négyzetkilométeres területű Lónyamező természetvédelmi terület része. A Lónyamező nemzetközi jelentőségű védett menedékhelye és költőhelye a mocsári madárvilágnak, de rajtuk kívül még számos állatfaj élőhelye.
- A falutól nem messze található a Krapje Đol madárrezervátum, ahova gyakran kirándulnak a madárvilág szerelmesei. Ez volt az ország első madárrezervátuma, mely 1963 óta élvez védettséget. Ez a kanalasgém (platalea leucorodia) egyetlen horvátországi költőhelye.

## Sport
Az NK Naprijed Krapje labdarúgócsapata a megyei 3. osztályban szerepel.